# Violação de CP
Na física de partículas, violação de CP (carga paridade) é uma violação da combinação da simetria C (simetria de carga) e da simetria P (simetria de paridade). Simetria de CP afirma que as leis da física devem ser as mesmas se a partícula é trocada por sua antipartícula (simetria C) enquanto que suas coordenadas espaciais são invertidas (simetria P ou “espelho”). A descoberta da violação de CP em 1964 em decaimentos de káons neutros resultou no prêmio Nobel em física em 1980 por seu descobridor James Cronin e Val Fitch.
A violação CP tem um papel importante na tentativa da cosmologia explicar a dominância da matéria frente a antimatéria no universo atual, e também, no estudo de interações fracas na física de partículas.

## Visão geral
Até 1950, acreditava-se que a conservação de paridade seria uma das leis de conservação geométricas fundamentais (junto com a conservação de energia e conservação de momento). Depois da violação de paridade em 1956, a simetria de CP foi proposta para restaurar a ordem. Contudo, enquanto a interação forte e força eletromagnética parecem ser invariantes sob a transformação de CP, experimentos mostram que essa simetria é ligeiramente violada durante certos tipos de decaimento via interação fraca.
Apenas um outro tipo de simetria pode ser preservado em todos os fenômenos físicos, que é a simetria CPT. Além de C e P, há uma terceira operação, a reversão temporal T, que corresponde a um movimento reverso no tempo. A invariância sob a reversão temporal implica que sempre que um movimento é permitido por leis físicas, sua reversão temporal também é permitida e ocorre à mesma taxa.
A combinação de CPT é presumida em constituir uma simetria exata de todos os tipos de interações fundamentais. Devido ao teorema da simetria de CPT, a violação da simetria de CP é equivalente a violação da simetria T. Neste teorema, lembrado como um dos princípios básicos da teoria quântica de campos, conjugação de carga, paridade e reversão temporal são aplicadas juntas. Uma observação direta da violação de simetria temporal sem qualquer suposição do teorema CPT foi feita em 1998 por dois grupos, CPLEAR e KTeV, no CERN e no Fermilab, respectivamente.
Já em 1970, Klaus Schubert observou violação de T independentemente da simetria CPT usando a relação unitária de Bell-Steinberger.

## História

### Simetria P
A ideia por trás de simetria de paridade foi que as equações de física de partículas são invariantes sob inversões espelhadas. Isso levou à previsão de que a imagem espelho de uma reação (como uma reação química ou decaimento radioativo) ocorre à mesma taxa da reação original. Contudo, em 1956, uma revisão crítica cuidadosa de dados experimentais existentes pelos físicos teóricos Tsung-Dao Lee e Chen-Ning Yang revelou que enquanto a conservação de paridade havia sido verificada em decaimentos pelas interações forte ou eletromagnética, ela não foi testada na interação fraca. Eles propuseram diversos testes experimentais diretos e possíveis.
O primeiro teste baseado no decaimento beta de cobalto-60 foi realizado em 1956 por um grupo liderado por Chien-Shiung Wu e demonstrou conclusivamente que a interação fraca violava a simetria de P ou, segundo a analogia, que algumas reações não ocorriam com a mesma frequência que a sua imagem espelhada. Porém, a simetria de paridade aparenta ainda ser válida para todas as reações envolvendo eletromagnetismo e interação forte.
Sobretudo, a simetria de um Sistema  mecânico quântico pode ser restaurado se outra simetria aproximada S, tal que a combinação de simetria PS se mantem intacta, puder ser achada.  Esse ponto bastante sutil sobre a estrutura do espaço de Hilbert foi percebida logo após a descoberta da violação P, e foi proposto que a conjugação de carga C, que transforma uma partícula em sua  antipartícula, era a simetria adequada para restaurar a ordem.
Em 1956 Reinhard Oehme numa carta para Yang e pouco após, Ioffe, Okun e Rudik mostraram que a violação de paridade significa que a invariação da conjugação de carga deve ser violada também em decaimentos fracos .
Violação de carga foi confirmada no experimento Wu e em experimentos performados por Valentine Telegdi , Garwin e  Lederman que observaram uma paridade não conservativa num decaimento de pion e muom e descobriram que C também é violado. A violação de cargas ficou mais explicita a partir dos experimentos  feitos por John Riley Holt na  Universidade de Liverpool.
Então Oehme escreveu um artigo com Lee e Yang no qual discutiram a interação da não invariância sob P,C,T. O mesmo resultado também foi independentemente obtido por BLIoffe, Okun e AP Rudik. Ambos os grupos também discutiram possiveis violaçoes  de CP em decaimentos de Kaon neutro.

## Estado experimental

### Violação indireta de CP
Em 1964,  James Cronin, Val Fitch e colegas de trabalho tiveram uma clara evidência de que em decaimento de káons, a simetria de CP poderia ser violada. Este trabalho os laureou com o prêmio Nobel de 1980. Essa descoberta mostrou que interações fracas violam não apenas a simetria de conjugação de carga C, entre partícula e antipartícula, e de paridade P, mas também sua combinação. A descoberta chocou físicos e abriu portas para questões ainda no coração da física de partículas e da cosmologia atual. A falta de uma simetria de CP exata, mas também o fato de que é quase uma simetria, criou um grande quebra cabeças.
O tipo de violação de CP descoberta em 1964 estava ligado ao fato dos káons neutros poderem se transformar em suas antipartículas (nas quais cada quark é trocado pelo antiquark do outro) e vice versa, mas essa transformação não ocorre com a mesma probabilidade nas duas direções; é chamada de violação indireta de CP.

Diagrama de caixa de oscilação de Kaon

Os dois diagramas de caixa acima são os diagramas de Feynman que fornecem as principais contribuições para a amplitude de oscilação -

Apesar de varias pesquisas, nenhuma outra manifestação de violação de CP foi descoberta até 1990, quando o experimento NA31 no CERN sugeriu evidências para violação de CP no processo de decaimento dos já conhecidos káons neutros (violação de CP direta). A observação foi de alguma maneira controversa, e a prova final veio em 1999 do experimento KTeV no Fermilab e do  experimento NA48 no CERN.
Começando em 2001, a nova geração de experimentos, incluindo o experimento BaBar no acelerador linear de Stanford (SLAC) e o   experimento Belle na Organização de pesquisa em aceleradores de alta energia  (KEK) no Japão, observou a violação de CP direta em diferentes sistemas, chamados de decaimentos de mésons B. Um grande número de processos de violação de CP em decaimentos de mésons B já foram descobertos. Antes desses experimentos “B-factory” (“fábricas de mésons B”), havia uma hipótese de que toda violação de CP estava confinada à física de Káons.
Em 2011, uma dica da violação de CP em decaimentos de mésons  D neutro foi reportada pelo experimento LHCb no CERN usando os dados do Run 1 com 0.6 fb-1. No entanto, a mesma medida usando uma amostra, também do Run1 mas com luminosidade total de 3.0 fb-1 , foi consistente com simetria de CP.
Em 2013, o LHCb anunciou a descoberta da violação de CP em decaimentos do   méson Bs.
Em 2019, o LHCb anunciou a descoberta da violação de CP direta em decaimentos de mésons {\displaystyle D^{0}}.
Em 2020, a colaboração T2K reportou algumas indicações de violação de CP em léptons pela primeira vez. Nestes experimentos, feixes de neutrinos dos múons (
ν
μ) e anti neutrinos dos múons (
ν
μ) foram alternadamente produzidos por um acelerador neutrino. Na hora que eles chegam no detector, uma quantidade significativamente maior da proporção de neutrinos do elétrons (
ν
e) foi detectada do feixe de 
ν
μ  do que antineutrinos dos elétrons (
ν
e)do feixe de 
ν
μ (antineutrinos múons). Os resultados ainda não foram precisos o suficiente para determinar o tamanho da violação de CP, relativa a que foi observada nos quarks. Em adição, outro experimento similar, bservou nenhuma evidência de violação de CP na oscilação de neutrinos e está em conflito com a medida do T2K.

## Violação de CP no Modelo Padrão
Violação de CP direta é permitida no modelo padrão de uma fase complexa aparece na matriz CKM que descreve a mistura de quarks, ou na matriz PMNS que descreve a mistura de neutrinos. Uma condição necessária para o aparecimento da fase complexa é a presença de ao menos três gerações de quarks. Se menos gerações são apresentadas, o parâmetro de fase complexo  pode ser absorvido nas redefinições dos campos dos quarks.
{\displaystyle \,J=c_{12}c_{13}^{2}c_{23}s_{12}s_{13}s_{23}\sin \delta \approx 3\times 10^{-5}\,,}
em quarks, os quais tem {\displaystyle 3\times 10^{-4}} vezes o valor máximo de {\displaystyle J_{\max }=1/6{\sqrt {3}}\approx 0.1} . Já para léptons, somente existe um limite superior, {\displaystyle |J|<0.03} .
O motivo pelo qual uma fase complexa causa violação de CP não é imediatamente óbvia, mas pode ser vista da seguinte maneira. Considere as partículas (ou conjunto de partículas) {\displaystyle a} e {\displaystyle b}, e suas respectivas antipartículas {\displaystyle {\bar {a}}} e {\displaystyle {\bar {b}}}. Agora, considere o processos {\displaystyle a\rightarrow b} e o processo correspondente a antipartícula  {\displaystyle {\bar {a}}\rightarrow {\bar {b}}}, e denote suas amplitudes por {\displaystyle M} e {\displaystyle {\bar {M}}}, respectivamente. Antes da violação de CP, estes termos devem ter o mesmo número complexo. Nós podemos separar a magnitude e fase escrevendo {\displaystyle M=|M|e^{i\theta }}. Se o termo de fase é introduzido da matriz CKM, por exemplo, denotado por {\displaystyle e^{i\phi }}. Note que {\displaystyle {\bar {M}}} contém a matriz conjugada de {\displaystyle M}, então pega um termo {\displaystyle e^{-i\phi }}.
Agora a fórmula fica:
{\displaystyle M=|M|e^{i\theta }e^{i\phi }}
{\displaystyle {\bar {M}}=|M|e^{i\theta }e^{-i\phi }}
Taxas de reações fisicamente mensuráveis são proporcionais a {\displaystyle |M|^{2}}, portanto até aqui não há nada de diferente. No entanto, considere que há dois tipos de caminhos: {\displaystyle a{\overset {1}{\longrightarrow }}b}  e  {\displaystyle a{\overset {2}{\longrightarrow }}b} or equivalentemente, dois estados intermediário não correlacionados: {\displaystyle a\rightarrow 1\rightarrow b} e {\displaystyle a\rightarrow 2\rightarrow b}. Agora, nós temos:
{\displaystyle M=|M_{1}|e^{i\theta _{1}}e^{i\phi _{1}}+|M_{2}|e^{i\theta _{2}}e^{i\phi _{2}}}
{\displaystyle {\bar {M}}=|M_{1}|e^{i\theta _{1}}e^{-i\phi _{1}}+|M_{2}|e^{i\theta _{2}}e^{-i\phi _{2}}}
Alguns cálculos adicionais dão:
{\displaystyle |M|^{2}-|{\bar {M}}|^{2}=-4|M_{1}||M_{2}|\sin(\theta _{1}-\theta _{2})\sin(\phi _{1}-\phi _{2})}
Portanto, nós vemos que a fase complexa dá origem a processos que precedem a diferentes taxas pra partícula e para antipartícula e, então, a simetria CP é violada
A matriz CKM pode ser definida como VCKM  =Uu. U
d,onde Uu e  Ud são matrizes de transformações unitárias que diagonalizam as matrizes de massa dos férmion Mu e Md, respectivamente
Portanto, há duas condições necessárias para conseguir uma matriz CKM complexa:
1. Pelo menos um de U u e U d é complexo, ou a matriz CKM será puramente real.
2. Se ambos forem complexos, U u e U d não devem ser iguais, ou seja, i.e.,  U u≠ U d, ou a matriz CKM será uma matriz identidade que também é puramente real.

## Problema de CP forte
Não há conhecimento experimental de violação de simetria de CP na cromodinâmica quântica. Com também não há motivação para esta ser conservada na QCD, especificamente. Este é um problema conhecido como violação de CP forte.
QCD não viola a simetria de CP tão facilmente como a teoria eletrofraca; diferente da teoria eletrofraca na qual os campos de calibre (Gauge) acoplam com as corrente quirais construídas dos campos fermiônicos, os glúons acoplam a vetores de corrente. Experimentos não indicam qualquer violação de CP no setor da QCD. Por exemplo, uma violação de CP genérica no setor de interação forte criaria um momento de dipolo elétrico no neutron que seria comparável à 10-18 e.m enquanto que o limite superior é aproximadamente um trilionésimo desse tamanho.
Isso é um problema porque no fim, há termos naturais no  Lagrangiano da QCD que permitem quebrar a simetria de CP.
{\displaystyle {\mathcal {L}}=-{\frac {1}{4}}F_{\mu \nu }F^{\mu \nu }-{\frac {n_{f}g^{2}\theta }{32\pi ^{2}}}F_{\mu \nu }{\tilde {F}}^{\mu \nu }+{\bar {\psi }}(i\gamma ^{\mu }D_{\mu }-me^{i\theta '\gamma _{5}})\psi }
Para uma escolha não nula do ângulo θ e da fase quiral da massa do quark θ′ é esperado a simetria de CP ser violada. É comumente assumido que a fase da massa quiral do quark pode ser convertida em uma contribuição ao ângulo efetivo total {\displaystyle \scriptstyle {\tilde {\theta }}}, mas se mantém inexplicado o porquê desse ângulo ser tão pequeno ao invés de ser da ordem de 1; o valor particular do ângulo θ que deve ser muito próximo de zero (neste caso) é um exemplo de problema de ajustpicamente resolvido por física além do modelo padrão.
Há muitas propostas para solucionar o problema de CP forte. A mais conhecida é a teoria de Peccei-Quinn , que envolve novas partículas escalares chamadas de axions. Uma abordagem nova, mais radical, que não envolve axions é a teoria envolvendo duas dimensões temporais primeiramente proposta em 1998 por Bars, Deliduman e Andreev.e fino na física e é ti

## Desequilíbrio matéria-antimatéria
O Universo de não-antimatéria é composto principalmente de matéria, em vez de consistir de partes iguais de matéria e antimatéria, como esperado. Isso pode ser demonstrado que para criar um desequilíbrio entre matéria e antimatéria de condições iniciais de equilíbrio, as condições de Sakharov devem ser satisfeitas, uma delas é a existência de violação de CP durante as condições extremas nos primeiros segundos depois do Big Bang. Explicações que não envolvem violação de CP são menos plausíveis, desde que elas se baseiam na afirmação de que o desequilíbrio já estava presente desde o começo, ou em outras afirmações exóticas.
O Big Bang deveria ter produzido quantidade iguais de matérias e antimatéria se a simetria de CP fosse conservada; Como tal, deve ter havido cancelação total de ambos prótons deveriam ter se aniquilado com antiprótons,  elétrons com  pósitrons,  nêutrons com  antinêutrons e assim por diante. Isto teria resultado num mar de radiação num universo com nenhuma matéria. Desde que este não é o caso, depois do Big Bang, leis físicas devem agir de forma diferente para matéria e antimatéria, isto é, violação da simetria de CP.
O modelo padrão contém três fontes de violação de CP. A primeira dessas, envolvendo a  matriz Cabibbo-Kobayashi-Maskawa no setor de quarks , tem sido observado experimentalmente e pode apenas contar com uma pequena parte da violação de CP necessária para explicar a assimetria de matéria-antimatéria. A interação forte deve violar CP também, em princípio, mas a falha em observar o momento de dipolo elétrico do nêutron em experimentos sugere que qualquer violação de CP no setor forte é também muito pequena para explicar a violação de CP no universo primordial. A terceira fonte de violação de CP é a matriz Pontecorvo-Maki-Nakagawa-Sakata (matriz PMNS) no setor de  léptons. Os atuais experimentos sobre oscilações de neutrinos,  T2K e  NOvA, podem possibilitar a descoberta de evidência de violação de CP sobre uma pequena fração de valores possíveis da violação de CP na phase de Dirac enquanto os experimentos da próxima geração,  Hyoer-Kamiokande e  DUNE, serão sensíveis o suficiente para observar a violação de CP sobre uma grande fração dos possíveis valores da fase de Dirac. No futuro, uma fábrica de neutrinos poderia ser sensível a quase todos os valores possíveis de violação de CP na fase de Dirac. Se neutrinos são férmions de Majorana, a matriz PMNS poderia ter duas fases de Majorana adicionais para violação de CP, levando a quarta fonte de violação de CP dentro do modelo padrão. Evidência experimental para neutrinos de Majorana seria a observação do  duplo decaimento beta sem neutrino. A violação de CP no setor de léptons gera uma assimetria de matéria-antimatéria através de um processo chamado  leptogenesis. Esta pode ser a explicação preferida no modelo padrão para o desequilíbrio de matéria no universo se a violação de CP for experimentalmente confirmada no setor de léptons.